# Número de Hartogs
Em matemática, especificamente na teoria axiomática dos conjuntos, um número de Hartogs é um tipo particular de número cardinal. Ele foi demonstrado em 1915 por Friedrich Hartogs, a partir da teoria de Zermelo-Fraenkel (sem a adição do axioma da escolha), apontando que existe um cardinal bem ordenado mínimo, maior que um cardinal bem ordenado dado.
Para definir o número de Hartogs de um conjunto, este de fato não precisa ser necessariamente bem ordenado: Se X é um conjunto qualquer, então o número de Hartogs de X é o menor ordinal α tal que não existe uma injetora de α em X. Se X não pode ser bem ordenado, então não podemos mais dizer que este α é o menor cardinal bem ordenado maior que a cardinalidade de X, porém, este continua a ser o menor cardinal bem ordenado não menor ou igual a cardinalidade de X. O mapeamento de X para α é as vezes chamado de Função de Hartogs.

## Prova
Dados alguns teoremas básicos da teoria dos conjuntos, a prova é simples. Deixe {\displaystyle \alpha =\{\beta \in {\textrm {Ord}}|\exists i:\beta \hookrightarrow X\}}. Primeiro, nós verificamos que α é um conjunto.
1. X × X é um conjunto, como pode ser visto no Axioma da potência.
2. O conjunto das partes de X × X é um conjunto, pelo Axioma da potência.

1. A classe W de todas as boas ordenações reflexivas de subconjuntos de X é uma subclasse definida do conjunto anterior, portanto é um conjunto pelo Axioma da separação.

1. A classe de todos os tipos de ordem de boas ordenações em W é um conjunto pelo Axioma da substituição, como 
(Domínio(w) , w) {\displaystyle \cong } (β, ≤)
Pode ser descrito pela simples formula.

Mas este último conjunto é exatamente α.
Agora, devido a um conjunto transitivo de ordinais α é novamente um ordinal. Ademais, se existe uma injeção de α em X, então nós chegaríamos a contradição de que α ∈ α. É afirmado que α é o menor ordinal com injeção em X. Dado β < α, β ∈ α então existe uma injeção de β em X.
1. ↑  «Teoria Axiomática de Conjuntos: Uma Introdução» (PDF)